# Граф, Оскар Мария
Оскар Мария Граф (нем. Oskar Maria Graf; 22 июля 1894, Берг (ам-Штарнбергер-Зее), Германия, — 28 июня 1967, Нью-Йорк, США) — немецкий баварский писатель.

## Жизнь и творчество
Оскар Мария Граф, хоть и считается баварским писателем, но по своим взглядам не был «регионалистом». Родился в простой семье, отец будущего писателя был пекарь, мать — крестьянка. В Мюнхене О. М. Граф изучал одновременно и пекарное дело, и литературу. В годы Первой мировой войны показал себя пацифистом. После 1918 года — активный сторонник Баварской советской республики. Всю жизнь придерживался левых, социалистических убеждений. С приходом нацистов к власти в Германии в 1933 году все книги Графа, кроме «Wunderbare Menschen» и «Kalendergeschichten», были сожжены. Возмущенный тем, что не все его книги вошли в число сжигаемых, он обратился к нацистским властям Германии с открытым письмом, озаглавленным «Сожгите меня», в котором говорилось: «Я не заслужил такого бесчестья! Всей своей жизнью и всеми своими сочинениями я приобрел право требовать, чтобы мои книги были преданы чистому пламени костра, а не попали в кровавые руки и испорченные мозги коричневой банды убийц». После этого он иммигрирует в Вену, затем в Брно, откуда в феврале 1934 года переезжает в Прагу. В том же году он присутствует на Первом Всесоюзном съезде советских писателей. В 1938 году через Нидерланды он перебирается в США и селится в Нью-Йорке.
В своих рассказах — «Баварский Декамерон» (Bayerisches Dekameron, 1927), «Календарные истории» (Kalendergeschichten, 1929), и в романах «Жесткое действие» (Der harte Handel,1935), «Падение» (Der Abgrund, 1936), «Антон Зиттингер» (Anton Sittinger, 1937) О. М. Граф показал себя одним из талантливейших баварских прозаиков XX столетия. Его автобиографические сочинения: «Мы — пленники» (Wir sind Gefangene, 1920), с продолжением «Прекрасные люди» (Wunderbare Menschen, 1928), и лирическая монография «Жизнь моей матери» (Das Leben meiner Mutter, на англ. — 1940, на нем. — 1947) обеспечили «баварцу в Нью-Йорке» в немецкой литературе славу оригинального и замечательного рассказчика.

## Экранизации
- Больвизер